# بازدارنده منوآمین اکسیداز

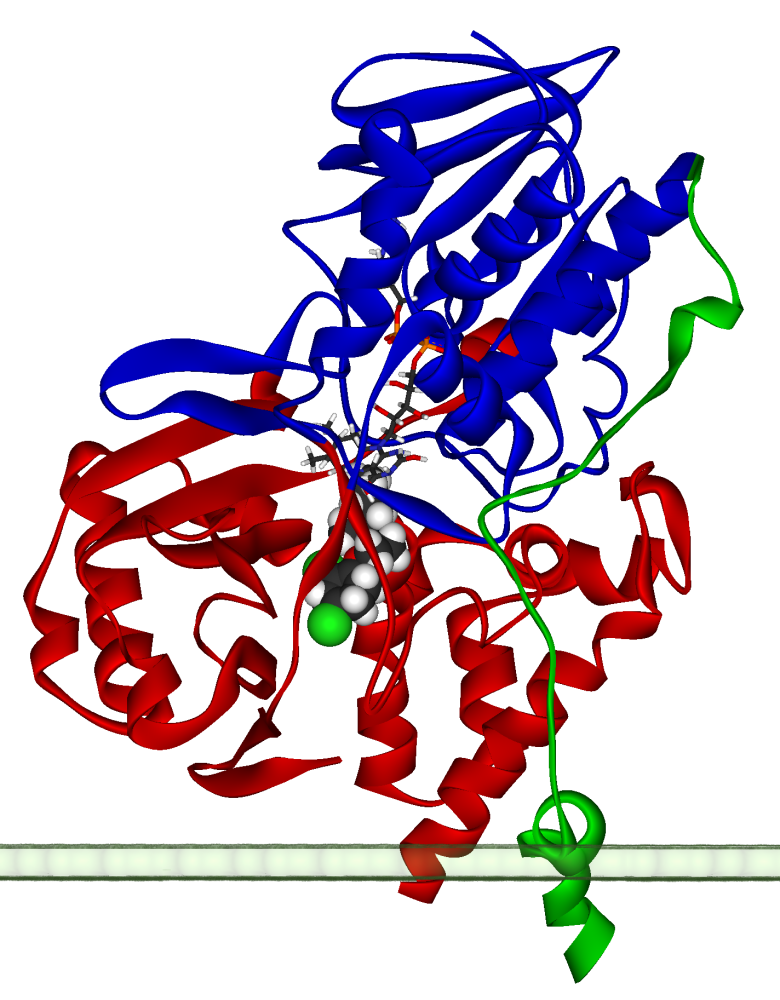
نمودار روبانی منوآمین اکسیداز A انسان همانگونه که به غشای خارجی میتوکندری متصل می‌شود

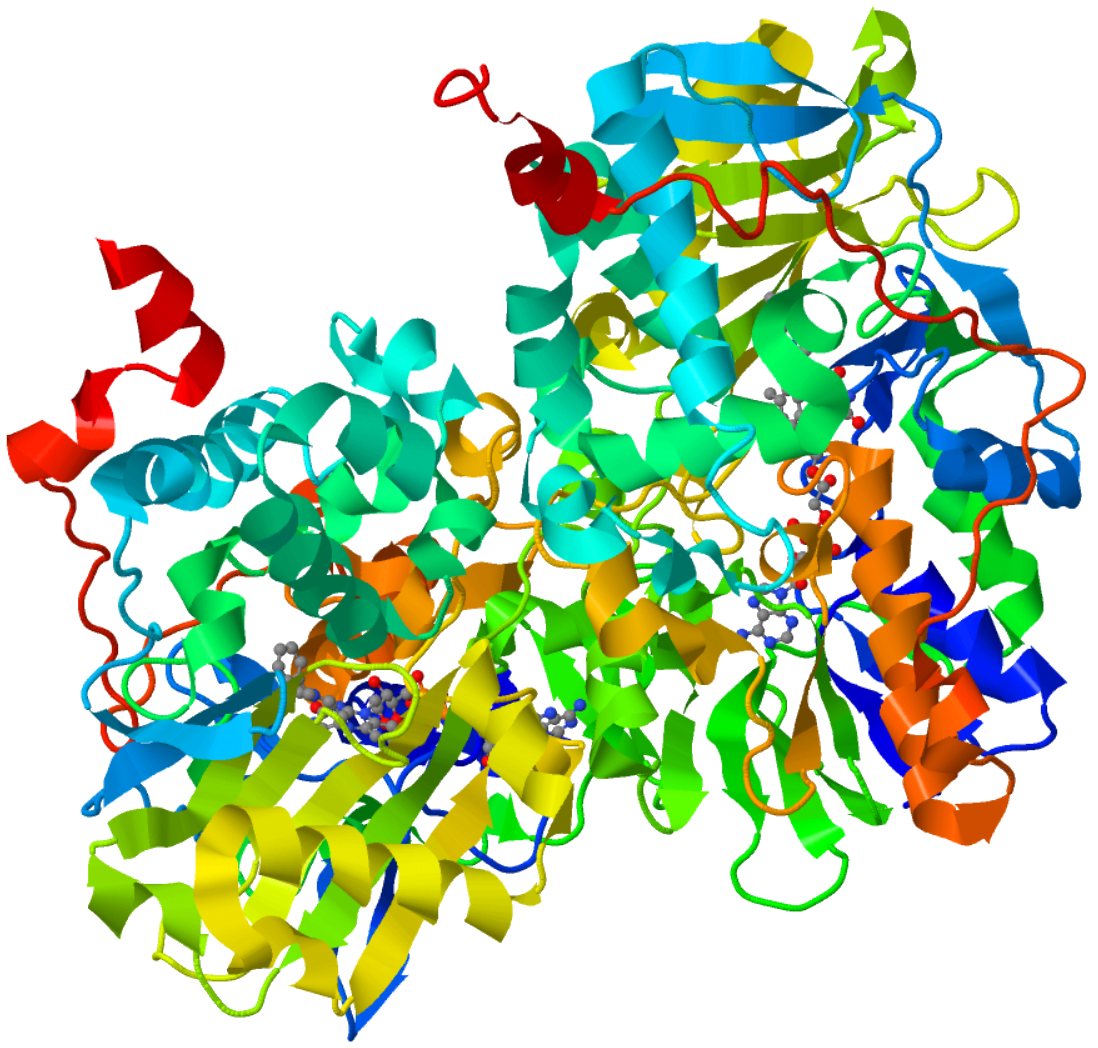
نمودار روبانی منوآمین اکسیداز B انسان

بازدارنده‌های منوآمین اکسیداز یا مهارکننده‌های منوآمین اکسیداز با نام اختصاری MAOI دسته‌ای از داروهای ضدافسردگی هستند. این داروها به‌دلیل عوارض جانبی و تداخل‌های دارویی خطرناک‌شان کمتر تجویز می‌شوند اما در درمان افسردگی بسیار مؤثرند.
MAOIها معمولاً به عنوان داروهای خط دوم برای افرادی که با دیگر داروهای ضدافسردگی (از جمله ضدافسردگی‌های سه‌حلقه‌ای و مهارکننده‌های بازجذب سروتونین) بهبود نیافته‌اند، به‌ویژه مبتلایان به افسردگی‌های غیرعادی (آتیپیک) و شدید تجویز می‌شوند. این داروها در درمان اختلال هراس، فوبیای اجتماعی، بیماری پارکینسون، جلوگیری از حمله‌های میگرن و ترک سیگار نیز مؤثرند.
انواع جدیدتر این داروها از جمله سلژیلین و موکلوبومید عوارض و خطر کمتری دارند اما به‌اندازه داروهای قدیمی مؤثر نیستند.

## سازوکار
این داروها با مهار کردن مونوآمین اکسیداز آنزیمی که انتقال‌دهنده‌های عصبی را تخریب می‌کند، سطح سروتونین، اپی‌نفرین، دوپامین و منوآمین‌های دیگر را در مغز بالا می‌برند. از آن‌جایی که کاهش سطح این مواد یکی از عوامل افسردگی شمرده می‌شود، افزایش عملکرد آن‌ها به کنترل افسردگی و برخی مشکلات روانی دیگر می‌انجامد.

## انواع
MAOIها را بر اساس برگشت‌پذیر بودن مهار آنزیم یا غیرقابل برگشت بودن مهار می‌توان تقسیم کرد، یا بر اساس اختصاصی یا غیراختصاصی بودن و مهار MAO-A یا مهار MAO-B تقسیم کرد. مهارکننده غیرقابل برگشت غیراختصاصی مانند فنلزین و ایزوکاربوکسازید، مهارکننده قابل برگشت اختصاصی MAO-A مانند موکلوبومید، قابل برگشت اختصاصی MAO-B مانند سلژیلین

## آسیب‌ها
مصرف مواد غذایی که دارای تیرامین (نوعی اسیدآمینه) هستند به همراه این داروها سبب بالارفتن فشار خون می‌شود زیرا تیرامین سبب آزاد شدن ذخایر مونوآمینی مانند دوپامین، نوراپی نفرین و اپی نفرین می‌شود. تعدادی از مهم‌ترین غذاهایی که درصد بالایی تیرامین دارند: پنیر، برخی مشروبات الکلی مانند آبجو، پوست موز، خمیر لوبیا و سویا، ماهی، جگر، سوسیس، گوشت نمک‌سود، جینسینگ، میگو و مکمل‌های پروتئینی هستند.

## تداخل دارویی
سمپاتومیمتیک‌ها، سه‌حلقه‌ای‌ها، گوانتیدین، رزرپین، آنتی‌کولینرژیک‌ها، آنتی‌هیستامین‌ها، باربیتورات‌ها، الکل، تریاک و شبه‌تریاک‌ها، اکستازی، دکسترومتورفان، لِودوپا مهم‌ترین داروهایی هستند که مصرف همزمان آن‌ها با MAOIها خطرناک است.
مصرف همزمان اِس‌اِس‌آرآی‌ها با مهارکننده‌های منوآمین اکسیداز (MAOIs) خطرناک است و ممکن است سبب بروز سندرم سروتونین حاد شود. توصیه می‌شود که حداقل ۲ هفته بین مصرف آخرین دوز MAOI و شروع داروهای SSRI فاصله باشد.